# 30805 Mikimasa
30805 Mikimasa este o planetă minoră (asteroid) din centura de asteroizi. A fost descoperită pe 21 octombrie 1989 la Kitami Observatory⁠(d) de Kin Endate. 
Obiectul prezintă o orbită caracterizată de o semiaxă mare de 2,5288409 UAi, o excentricitate de 0,29, o înclinație de 6,05802 ° în raport cu ecliptica.